# Скијашко трчање на Зимским олимпијским играма 1928.
Скијашко трчање на Зимским олимпијским играма 1928. је садржавало две дисциплине, трку на 50 км која се одржала у уторак 14. фебруара и трку на 18 км која се одржала у петак 17. фебруара 1928. године.

## Освајачи медаља

### 18 km
| Медаља | Држава   | Спортиста           | Резултат     |
| Злато  | Норвешка | Јохан Гретумсбратен | 1:37:01      |
| Сребро | Норвешка | Оле Хеге            | 1:39:01      |
| Бронза | Норвешка | Рајдар Едегард      | 1:40:11      |
| 4.     | Финска   | Вели Саринен        | 1:40:57      |
| 5.     | Норвешка | Хагбарт Хаконсен    | 1:41:29      |
| 6.     | Шведска  | Пер-Ерик Хедлунд    | 1:41:51      |
| 7.     | Шведска  | Ларс Теодор Јонсон  | 1:41:59      |
| 7.     | Финска   | Марти Лапалаинен    | 1:41:59      |
| 9.     | Шведска  | Свен Утерстрем      | 1:42:04      |
| 10.    | Финска   | Виле Матила         | 1:44:37      |
| -      | Мађарска | Ђула Сепеш          | Без пласмана |

### 50 km
| Медаља | Држава   | Спортиста        | Резултат |
| Злато  | Шведска  | Пер-Ерик Хедлунд | 4:52:03  |
| Сребро | Шведска  | Густав Јонсон    | 5:05:30  |
| Бронза | Шведска  | Волгер Андерсон  | 5:05:46  |
| 4.     | Норвешка | Олаф Кјелботн    | 5:14:22  |
| 5.     | Норвешка | Оле Хеге         | 5:17:58  |
| 6.     | Финска   | Тауно Лапалаинен | 5:18:33  |
| 7.     | Шведска  | Андерс Стрем     | 5:21:54  |
| 8.     | Норвешка | Јохан Стоа       | 5:25:30  |
| 9.     | Финска   | Марти Лапалаинен | 5:30:09  |
| 10.    | Немачка  | Ото Вал          | 5:34:02  |

Хедлундова маргина победе је највећа у историји Олимпијских игара (13 минута, 27 секунди).

## Земље учеснице
Крос контри скијаши из Аустрије, Канаде, Мађарске и Сједињених Држава су учествовале само у дисциплини 18 km, а деветнаест крос контри скијаша је учествовалу у обе дисциплине.
У крос контрију је учествовало укупно 71 скијаш из 15 земаља:
- Аустрија (1)
- Канада (2)
- Чехословачка (6)
- Финска (7)
- Француска (8)
- Немачка (5)
- Мађарска (1)
- Италија (4)
- Јапан (5)
- Норвешка (7)
- Пољска (4)
- Шведска (6)
- Швајцарска (6)
- Сједињене Америчке Државе (3)
- Југославија (6)

## Медаље по државама
| Ранг | Држава   | Злато | Сребро | Бронза | Укупно |
| 1    | Шведска  | 1     | 1      | 1      | 3      |
| 1    | Норвешка | 1     | 1      | 1      | 3      |